# Gangkhar Puensum
Gangkhar Puensum (butanês e tibetano: གངས་དཀར་སྤུན་གསུམ་, 'Kangkar Punsum'), também conhecida como Gangkar Punsum ou Gangkar Punzum, é a montanha mais alta do Butão e, segundo a maioria das fontes, a mais alta jamais escalada até ao topo. Culmina a 7 570 metros, tem uma proeminência topográfica de 2 990 metros e localiza-se nos Himalaias, na fronteira Butão-China, mas especificamente no Tibete. Após a abertura do Butão ao montanhismo em 1983, quatro expedições tentaram, sem êxito, escalar ao topo nos anos de 1985 e 1986. Em 1998, uma equipa conseguiu alcançar um pico subsidiário da montanha a partir do Tibete.

## História
O Gangkhar Puensum, que também pode transcrever-se como Gangkar Punsum ou Gankar Punzum, que significa O Pico Branco dos Três Irmãos Espirituais, foi medido pela primeira vez em 1922, mas os mapas da região não são de todo exactos e a montanha aparece em diferentes localizações e com altitudes distintas. A exactidão dos mapas é tão pobre que a primeira equipa que tentou a subida foi incapaz sequer de encontrar a montanha.
O livro da expedição britânica de 1986 dá à montanha uma altitude de 7 550 metros e estabelece que se encontra inteiramente dentro do Butão, enquanto que a vizinha Kula Kangri está completamente dentro do Tibete. Kula Kangri, de 7 554 metros, é uma montanha a 30 quilómetros a nordeste que foi escalada pela primeira vez em 1986 e foi localizada nos mapas em sítios diferentes do Tibete e do Butão.
Em 1994 proibiu-se no Butão a escalada a montanhas mais altas do que 6 000 metros por respeito às crenças locais, e em 2003 proibiu-se completamente o montanhismo. Por isso mesmo o Gangkhar Puensum provavelmente manterá o seu estatuto de não escalado durante algum tempo mais; outros picos mais altos ainda não escalados são picos subsidiários de uma montanha mais alta, e não montanhas separadas, pelo que não contam nesta estatística.
Em 1998 uma expedição japonesa conseguiu autorização da Associação de Montanhismo de China para escalar a montanha, mas esta foi retirada devido a questões políticas com o Butão. Em vez do que inicialmente queria, a equipa saiu do Tibete e coroou com êxito o pico subsidiário denominado Liankang Kangri, de 7 535 metros, (também conhecido como Gangkhar Puensum Norte). Diferentemente da maioria dos mapas, os dados da expedição localizam este pico como estando dentro do Tibete, e a fronteira entre Tibete e Butão aparece passando pelo cume do Gangkhar Puensum, descrito como "o pico mais alto do Butão", com 7 570 metros. Esta altura é mantida por fontes japonesas, por sua vez baseando-se em fontes chinesas, não sendo confirmadas nem desmentidas pelo Butão.